# 黒瀧寺
黒瀧寺（くろたきじ）は徳島県那賀郡那賀町に所在する高野山真言宗の寺院。山号は龍王山。本尊は十一面観音。四国八十八箇所第二十一番太龍寺奥の院、新四国曼荼羅霊場第八十八番札所。
- 本尊真言：おん ろけい じんばら きりく
- 御詠歌：うす雲に はるかに見ゆる 黒滝寺 瑠璃の岩間に 出（いづ）る加持水

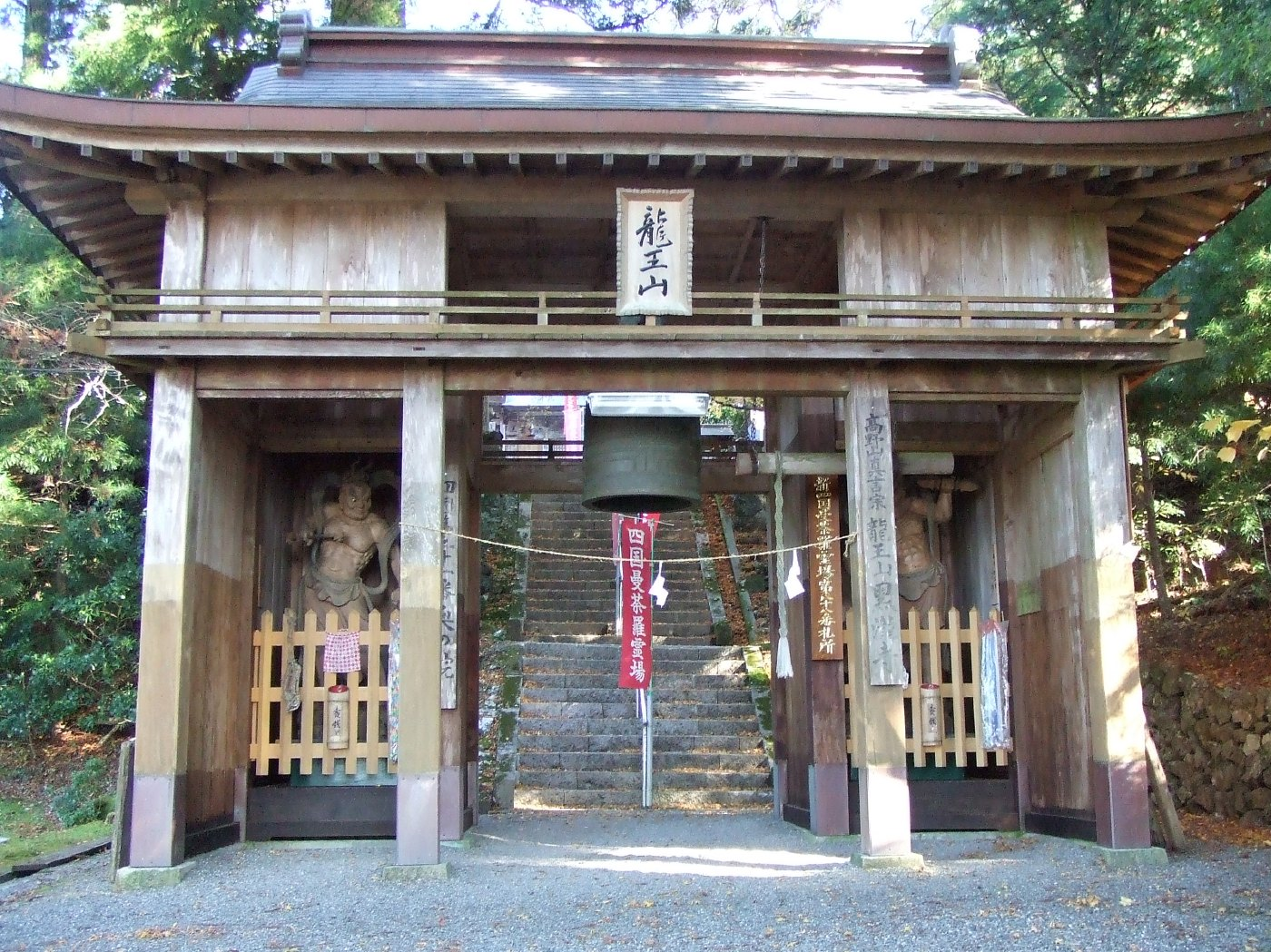
仁王門

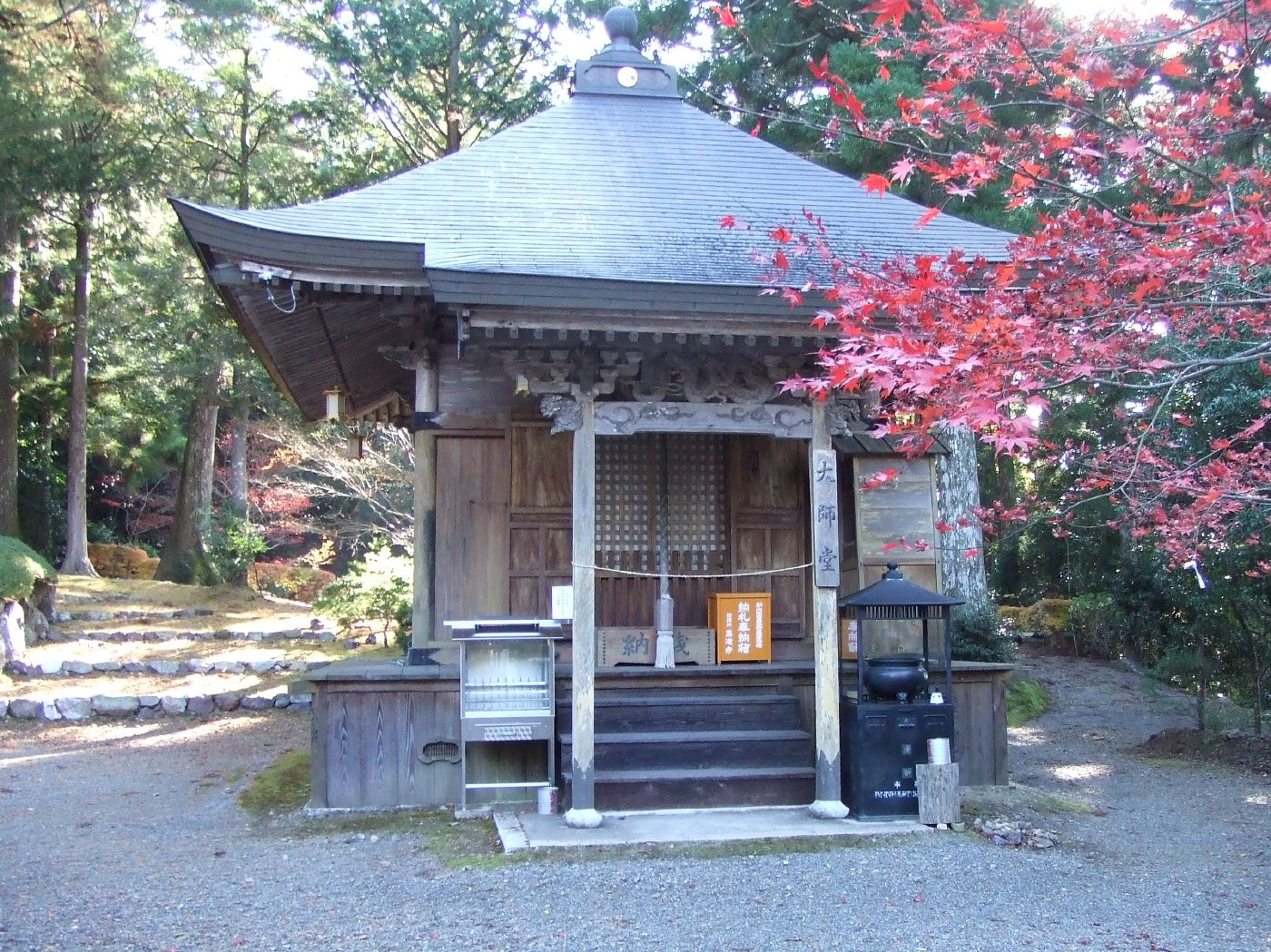
大師堂

## 概要
旧木沢村の黒滝山山上、標高約760 mの地点にあり、山岳仏教発祥の地と伝えられている。
寺伝によれば、延暦12年（793年）空海（弘法大師）が太龍ヶ嶽（現在の太龍寺）で修行中、神童（神龍とも伝えられる）が現れ「那賀川上流にある黒滝山で大龍が暴れ、人々を苦しめている」と告げた。空海は那賀川を遡り、黒滝山を間近にしたところで一夜を明かした。ここで虚空蔵菩薩を刻み小堂を建てた。空海はこの地を祈祷名と名付け、後に木頭名と呼ばれるようになったと言われる。黒滝山上に登った空海は山上の湖に棲む大龍を前に十一面観音を刻み降伏退散の調伏を行った。これにより大龍は湖を出て竜王淵へ退散した。降伏した大龍は空海に「閼伽井の水」という泉を贈った。これが当寺の開創と伝えられている。境内には現在もこの霊水が湧き出しており、これを飲むと苦難や難病に効くと言い伝えられている。
戦国時代には、この地の豪族であった細川貞光が寺院周辺に砦を築いた。また、当時の寺院には僧兵がおり山上は要塞化していた。天正10年（1582年）四国制覇を目指す長宗我部元親の阿波進攻の際に、ここを攻撃し寺院は砦とともに焼亡したと伝えられている。この時、境内にあった池は僧兵や兵士の血で真っ赤に染まったと言われる。この池は現在、地形の変化により干上がっており湖跡庭園となっている。
江戸時代前期の元禄元年（1688年）快弁により寺院が再興された。再興の日が8月17日と伝えられており、快弁は当日、完成を祝って踊ったと言われる。これを祝して毎年8月17日には「黒瀧まつり」が催され柴燈護摩が焚かれ、快弁が伝えたという黒瀧寺踊りが行われる。
現在見られる建物は、享保元年（1716年）から昭和31年（1956年）に建てられたものである。

## 境内
- 仁王門（鐘楼門）
- 本堂
- 大師堂
- 本坊

## 前後の札所
四国八十八箇所
21番 太龍寺 --（43 km）-- 21番 奥の院  黒瀧寺 --（50 km）-- 22番 平等寺
新四国曼荼羅霊場
87番 正光寺 -- 88番 黒瀧寺 -- 1番 東林院